# Godinje
Godinje (cyr. Годиње) – wieś w Czarnogórze, w gminie Bar. W 2011 roku liczyła 49 mieszkańców.